# Pure Music
Pure Music es el tercer y último álbum de estudio de la banda estadounidense Chase. Fue publicado el 15 de marzo de 1974 por el sello discográfico Epic Records.

## Recepción de la crítica
Un escritor no especificado de la revista Cash Box describió Pure Music como “una brillante explosión musical, que presenta seis grandes temas y una dinámica increíble que hace que sea un placer escucharlo de principio a fin”.

## Lista de canciones
Todas las canciones escritas y compuestas por Bill Chase, excepto donde esta anotado. 
| Lado uno |                                         |          |  |
| N.º      | Título                                  | Duración |  |
| 1.       | «Weird Song #1»                         | 5:38     |  |
| 2.       | «Run Back to Mama» (Chase, Jim Peterik) | 3:11     |  |
| 3.       | «Twinkles»                              | 7:12     |  |

| Lado dos |                                |          |  |
| N.º      | Título                         | Duración |  |
| 1.       | «Bochawa»                      | 5:47     |  |
| 2.       | «Love Is on the Way» (Peterik) | 3:45     |  |
| 3.       | «Close Up Tight»               | 7:36     |  |

## Créditos y personal
Créditos adaptados desde las notas de álbum de Pure Music.
Chase
- Bill Chase – trompeta en «Weird Song #1», «Bochawa» y «Close Up Tight», fliscorno en «Twinkles»
- Jay Sollenberger – trompeta
- Jim Oatts – trompeta
- Joe Morrissey – trompeta
- Tom Gordon – batería
- Wally Yohn – sintetizador en «Weird Song #1» y «Close Up Tight», órgano en «Bochawa»
- Dartanyan Brown – bajo eléctrico, voces en «Run Back to Mama» y «Love Is on the Way»
- John Emma – guitarra

Músicos adicionales
- Jim Peterik – voces en «Run Back to Mama» y «Love Is on the Way»
- Kitty Haywood – voces
- Vivian Haywood – voces
- Vicky Hubley – voces
- Tom Radtke – percusión
- Larry Huerta – percusión

Personal técnico
- Frank Rand – productor
- Murray Allen – ingeniero de audio
- Larry Huerta – grabador de sonido
- Paul Roewade – fotografía, diseñó de portada

## Posicionamiento
| Gráfica (1974)                            | Pico de posición |
| ----------------------------------------- | ---------------- |
| Estados Unidos (Billboard Top LPs & Tape) | 155              |